# Bożkówek
Bożkówek (niem. Klein Eckersdorf) – przysiółek wsi Bożków w Polsce,  położony w województwie dolnośląskim, w powiecie kłodzkim, w gminie Nowa Ruda.

## Położenie
Bożkówek położony jest w Sudetach Środkowych na granicy Gór Bardzkich i Wzgórz Włodzickich, nad potokiem Czerwionek, pomiędzy Garbem Golińca na wschodzie i Garbem Dzikowca na zachodzie, na wysokości około 370–390 m n.p.m. Na zachód od miejscowości przebiega droga wojewódzka nr 381 łącząca Nową Rudę z Kłodzkiem.

## Podział administracyjny
W latach 1975–1998 miejscowość administracyjnie należała do województwa wałbrzyskiego.

## Historia
Bożkówek powstał w pierwszej połowie XVIII wieku jako kolonia Bożkowa, w dobrach hrabiego von Götzena. Pod koniec XVIII wieku miejscowość przeszła na własność hrabiego von Magnisa. W roku 1840 we wsi był folwark i 22 budynki. Z czasem zabudowa Bożkówka połączyła się z sąsiednimi Czerwieńczycami i stała się ich integralną częścią. Po 1945 roku miejscowość częściowo się wyludniła, jednak obecnie sytuacja ludnościowa jest ustabilizowana.